# Woodmore
Woodmore es un lugar designado por el censo ubicado en el condado de Prince George en el estado estadounidense de Maryland. En el año 2010 tenía una población de 3936 habitantes y una densidad poblacional de 124.5 personas por km².

## Geografía
Woodmore se encuentra ubicado en las coordenadas 38°56′5″N 76°46′42″O / 38.93472, -76.77833.

## Demografía
Según la Oficina del Censo en 2000 los ingresos medios por hogar en la localidad eran de $97.270 y los ingresos medios por familia eran $103.438. Los hombres tenían unos ingresos medios de $65.638 frente a los $55.324 para las mujeres. La renta per cápita para la localidad era de $37.734. Alrededor del 3.5% de la población y del 2.0% de las familias estaba por debajo del umbral de pobreza.